# Mutadia
Mutadia is een geslacht van hooiwagens uit de familie Assamiidae.
De wetenschappelijke naam Mutadia is voor het eerst geldig gepubliceerd door Kauri in 1985. 

## Soorten
Mutadia is monotypisch en omvat slechts de volgende soort:
- Mutadia bifurcata